# Стейнтон, Крис
Кристофер Роберт Стейнтон (англ. Christopher Robert Stainton, родился 22 марта 1944 года) — английский сессионный музыкант, клавишник, басист и автор песен, впервые получивший признание вместе с Джо Кокером в конце 1960-х годов. Помимо сотрудничества с Кокером, Стейнтон наиболее известен по работе с Эриком Клэптоном, The Who, Энди Фэйрвезером Лоу и Брайаном Ферри .

## Карьера
Стейнтон родился в Вудситсе, Шеффилд. Окончил Техническую школу Роулинсона в Нортоне, Шеффилд. Музыкальная карьера Стейнтона началась в 1960 году, когда он начал выступать с группами Шеффилда. Стейнтон присоединился к аккомпанирующей группе Джо Кокера The Grease Band в 1966 году. Стейнтон стал соавтором "Marjorine", первого хита Кокера в британском чарте синглов в 1968 году, он также играл на бас-гитаре в самом знаменитом хите Джо Кокера  With a Little Help from My Friends.
Сотрудничество с Кокером продолжалось до конца 1972 года . На протяжении 70-х годов Крис Стейнтон выступал с такими музыкантами, как Spooky Tooth (1970), The Chris Stainton Band (1972–73), Tundra (1974) и многими другими.
К 1979 году он впервые объединился с Эриком Клэптоном, положив начало сотрудничеству, продолжающемуся и по сей день. Он также участвовал в туре Роджера Уотерса «За и против автостопа (The Pros and Cons of Hitch Hiking)» в 1984 году, а также вернулся к гастролям с Джо Кокером с 1988 по 2000 год. 
В ноябре 2002 года Крис участвовал в концерте памяти Джорджа Харриссона, позднее выступал в составе Rhythm Kings Билла Уаймана.
Стейнтон стал постоянным участником группы Эрика Клэптона с 2002 года, почти каждый год гастролируя по всему миру до настоящего времени. Он гастролировал с Клэптоном в рамках своего турне по Северной Америке и Европе 2008 года, которое включало трехдневное сотрудничество со Стивом Уинвудом в Мэдисон-Сквер-Гарден в феврале 2008 года, а также гастролировал с Уинвудом и Клэптоном в 2009 и 2010 годах. Крис играл на альбоме Эрика Клэптона I Still Do 2016 года, является постоянным участником аккомпанирующего состава Клэптона, включая туры 2022 и 2024 годов.
В июле 2012 года Стейнтон был объявлен клавишником в туре The Who Quadrophenia & More Tour 2012–2013 годов (он играл на фортепиано в трех песнях из оригинального альбома Quadrophenia : «The Dirty Jobs», « 5:15 » и «Drowned»). Вместе с группой он выступил в том числе на церемонии закрытия Олимпийских игр в Лондоне.
11 сентября 2015 года он выступил с группой Tedeschi Trucks Band на концерте в честь Джо Кокера на фестивале Lockn 'Festival в Аррингтоне, штат Вирджиния.

## Внешние ссылки
- Chris Stainton. philbrodieband.com (4 декабря 2019).
- AMG. [Стейнтон, Крис (англ.) на сайте AllMusic Spooky Tooth]. allmusic.com.
- "Marjorine" (co-writer Chris Stainton). www.ablyrics.com. Архивировано из оригинала 16 января 2021 года.